# Джону дали зброю (фільм)
Джону дали зброю (англ. Johnny Got His Gun) — американський драматичний антивійськовий фільм 1971 року, написаний режисером Далтоном Трамбо на основі його однойменного роману. У головних ролях Тімоті Боттомс, Джейсон Робардс, Дональд Сазерленд, Діана Варсі та Кеті Філдз. Заснований на однойменному романі Трамбо, та особливій писемній співпраці з Луїсом Бунюель. Фільм був випущений на DVD у США 28 квітня 2009 року через Shout! Factory, із деякими особливостями.

## Сюжет
Молодий американський солдат Джонні Бонем останнього дня війни зазнає страшного каліцтва: відірвані руки-ноги, втрачені усі органи чуттів. Його використовують для медичного експерименту і переховують від інших пацієнтів шпиталю. Нікому й гадки не спадає, що всередині цього шматка м'яса — жива людина, зі своїми почуттями, переживаннями і страхами. Увесь час Джон балансує між реальністю та маренням: уві сні його навідують батьки, друзі, кохана дівчина і Ісус Христос.

## У ролях
| Актор                | Роль                                |
| -------------------- | ----------------------------------- |
| Тімоті Боттомс       | Джо Бонем                           |
| Кеті Філдз           | Карін                               |
| Марша Гант           | матір Джо                           |
| Джейсон Робардс      | батько Джо                          |
| Дональд Сазерленд    | Христос                             |
| Девід Соул           | швед, солдат Першої світової війни  |
| Ентоні Ґірі          | Рудий, солдат Першої світової війни |
| Чарльз МакҐроу       | Майк Беркеман                       |
| Сенді Браун Ваєт     | Щасливчик                           |
| Дон "Червоний" Баррі | Джоді Сіммонс                       |
| Діана Варсі          | четверта медсестра                  |